# Ochodaeus setulosus
Ochodaeus setulosus es una especie de coleóptero de la familia Ochodaeidae.

## Distribución geográfica
Habita en México.